# OPC UA TSN
OPC UA over TSN (bis 2018 als OPC UA TSN bekannt) bezeichnet die Kombination mehrerer Technologien, mit denen es möglich ist, Daten in der industriellen Produktion herstellerübergreifend und in Echtzeit mit einem einheitlichen, offenen Standard zu übertragen. OPC UA over TSN wird von Branchenexperten als das Kommunikationsprotokoll für Industrie 4.0 und das Industrial Internet of Things angesehen.

## Zweck
Für die Kommunikation innerhalb von Maschinen und zwischen Maschinen werden in der industriellen Produktion bisher proprietäre Kommunikationsprotokolle wie Profinet, EtherNet/IP, POWERLINK, EtherCAT, Profibus, Modbus oder CAN eingesetzt. Für die Kommunikation zwischen Maschinen oder Komponenten unterschiedlicher Hersteller sind daher Schnittstellen oder Gateways notwendig.

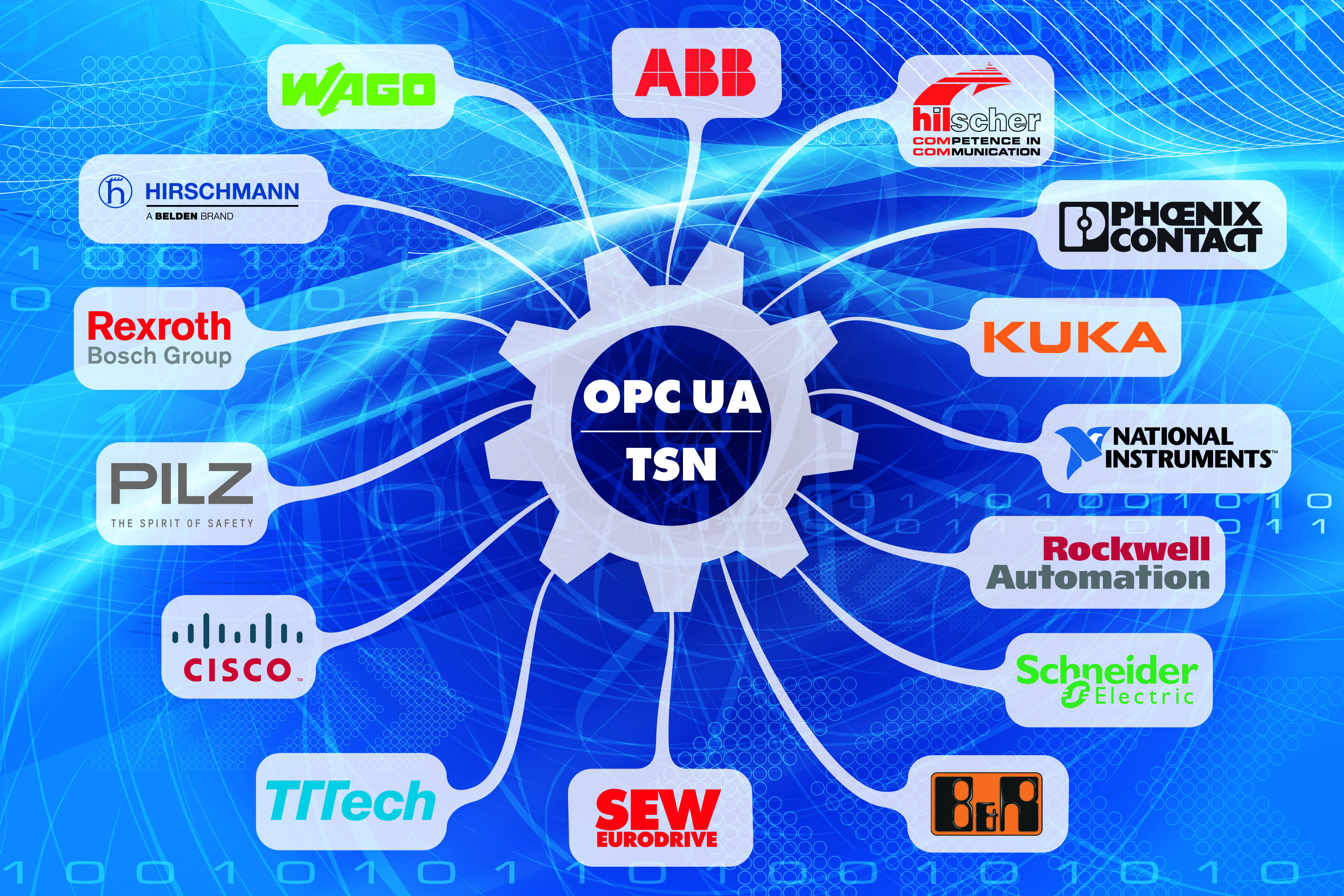
Die Branchengruppe entwickelt eine Lösung für Echtzeit-Device-to-Device- und Device-to-Cloud-Anwendungen.

Die Umsetzung von Industrie 4.0 erfordert eine durchgehend vernetzte Produktion. Diese lässt sich mit der aktuellen Protokollvielfalt nur schwer umsetzen. Daher ist ein einheitlicher Kommunikationsstandard notwendig, der eine durchgehende Kommunikation von der Feldebene bis in die Cloud ermöglicht. OPC UA over TSN wird von vielen Automatisierungs- und IT-Unternehmen, darunter ABB, BECKHOFF, Bosch Rexroth, B&R Industrial Automation, CISCO, Hilscher, Hirschmann, Huawei, Intel, Kalycito, KUKA, Mitsubishi Electric, Molex, National Instruments (NI), Omron, Phoenix Contact, Pilz, Parker Hannifin, Rockwell Automation, Schneider Electric, Siemens, TTTech, Wago und Yokogawa bereits in Pilotprodukten umgesetzt.

## Die Technologie
OPC UA over TSN basiert auf zwei wesentlichen Pfeilern:
- OPC UA ist ein industrielles M2M-Kommunikationsprotokoll und Datenmodell, das Daten nicht nur transportiert, sondern auch semantisch beschreiben kann.
- Time-Sensitive Networking (TSN) bezeichnet eine Reihe von Unterstandards des Ethernet-Standards IEEE 802.1[7]. Die Datenübertragung über Standard-Ethernet wird dadurch echtzeitfähig. Für den industriellen Einsatz sind folgende Unterstandards relevant:
  - IEEE 802.1AS-Rev/D2.0 : Timing and synchronization for time sensitive applications.
  - IEEE 802.1CB : Frame Replication and Elimination for Reliability.
  - IEEE 802.1Qbv : Enhancement for scheduled traffic
  - IEEE 802.1Qci : Per-Stream Filtering and Policing
  - IEEE 802.1Qcc : Stream Reservation Protocol (SRP) Enhancements and Performance Improvements
  - IEEE 802.1Qbu: Frame preemption

Die TSN-Spezifikationen sind Bestandteil der allgemeinen Ethernet-Spezifikationen. Teile der Automobilbranche setzen auf diesen Standard. Damit werden die nötigen Halbleiter-Baugruppen wahrscheinlich schnell und vergleichsweise kostengünstig verfügbar sein.

## Notwendige Entwicklungen
Um den Anforderungen in einer industriellen Produktion zu entsprechen, wurden die Technologien OPC UA und Ethernet TSN (weiter-)entwickelt. Das Hauptaugenmerk lag dabei auf der Echtzeit-Fähigkeit von OPC UA. Um zur Kommunikation auf der Steuerungs- und Feldebene eingesetzt werden zu können, mussten folgende Anforderungen erfüllt werden:
- Deterministisches Zeitverhalten mit einem maximalen Jitter von unter 100 ns
- Zykluszeiten von maximal 50 µs – 2 ms[10]

Neben der Entwicklung von Time-Sensitive Networking war es dazu notwendig, OPC UA um einen sogenannten Publish/Subscribe-Mechanismus zu erweitern.
OPC UA arbeitete bisher ausschließlich mit einem Client/Server-Mechanismus. Ein Client fragt eine Information an (Request) und erhält eine Antwort von einem Server (Response). Dieses System stößt an seine Grenzen, wenn das Netzwerk viele Teilnehmer hat. Das Publish/Subscribe-Modell hingegen ermöglicht eine One-to-many- sowie eine Many-to-many-Kommunikation. Ein Server sendet seine Daten in das Netzwerk (Publish) und jeder Client kann diese Daten empfangen (Subscribe). In Kombination mit TSN erfüllt OPC UA mit Publish/Subscribe die Echtzeitanforderungen der Industrie. Dies wurde mittlerweile in Testbeds von Organisationen, wie dem Industrial Internet Consortium oder dem LNI bestätigt. In einem wissenschaftlichen Whitepaper wird belegt, dass OPC UA over TSN 18x schneller ist als alle bisher verfügbaren Industrial-Ethernet-Protokolle.

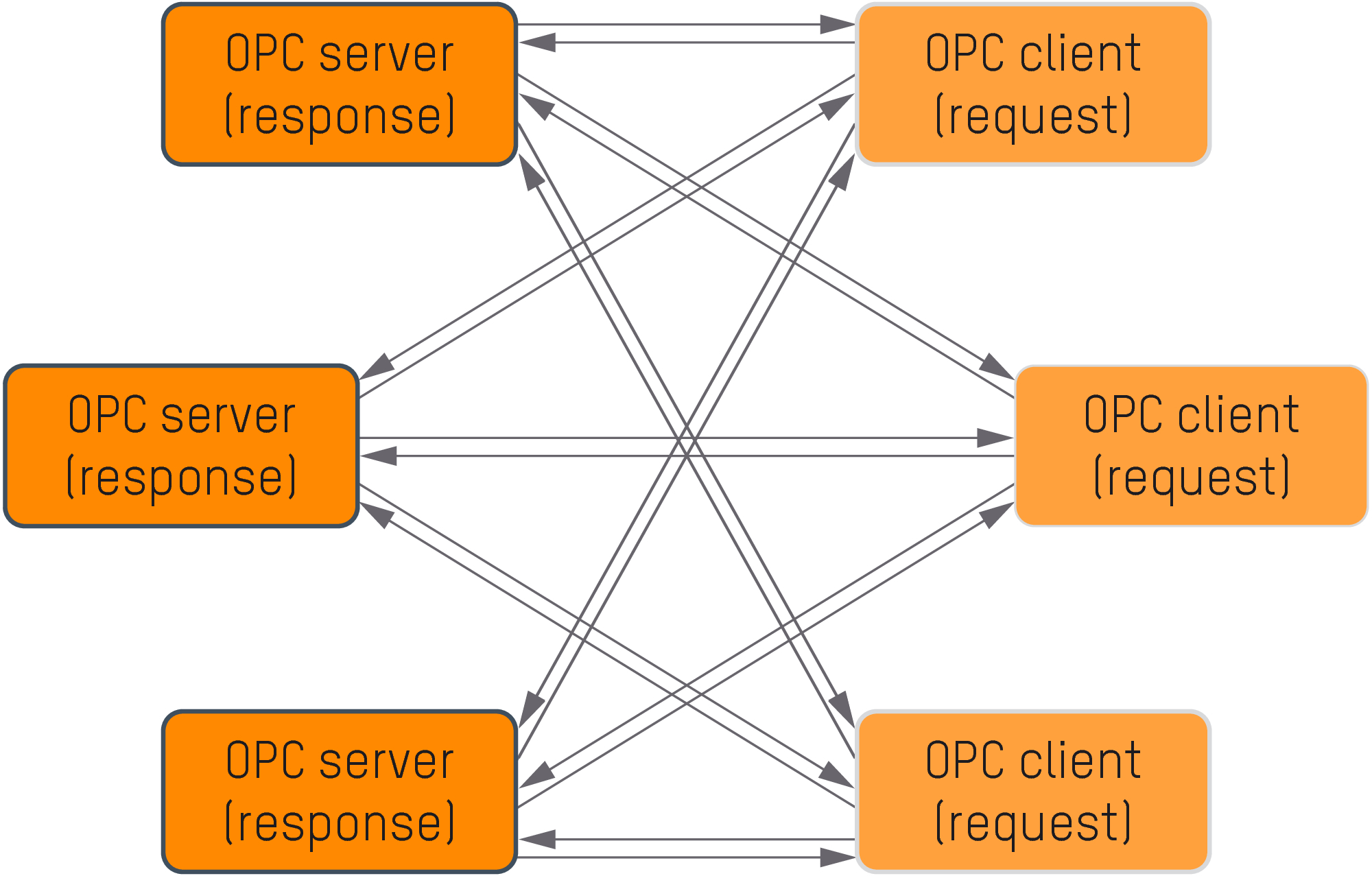
Beim Client/Server-Mechanismus fragt ein Client eine Information an (Request) und erhält eine Antwort von einem Server (Response).

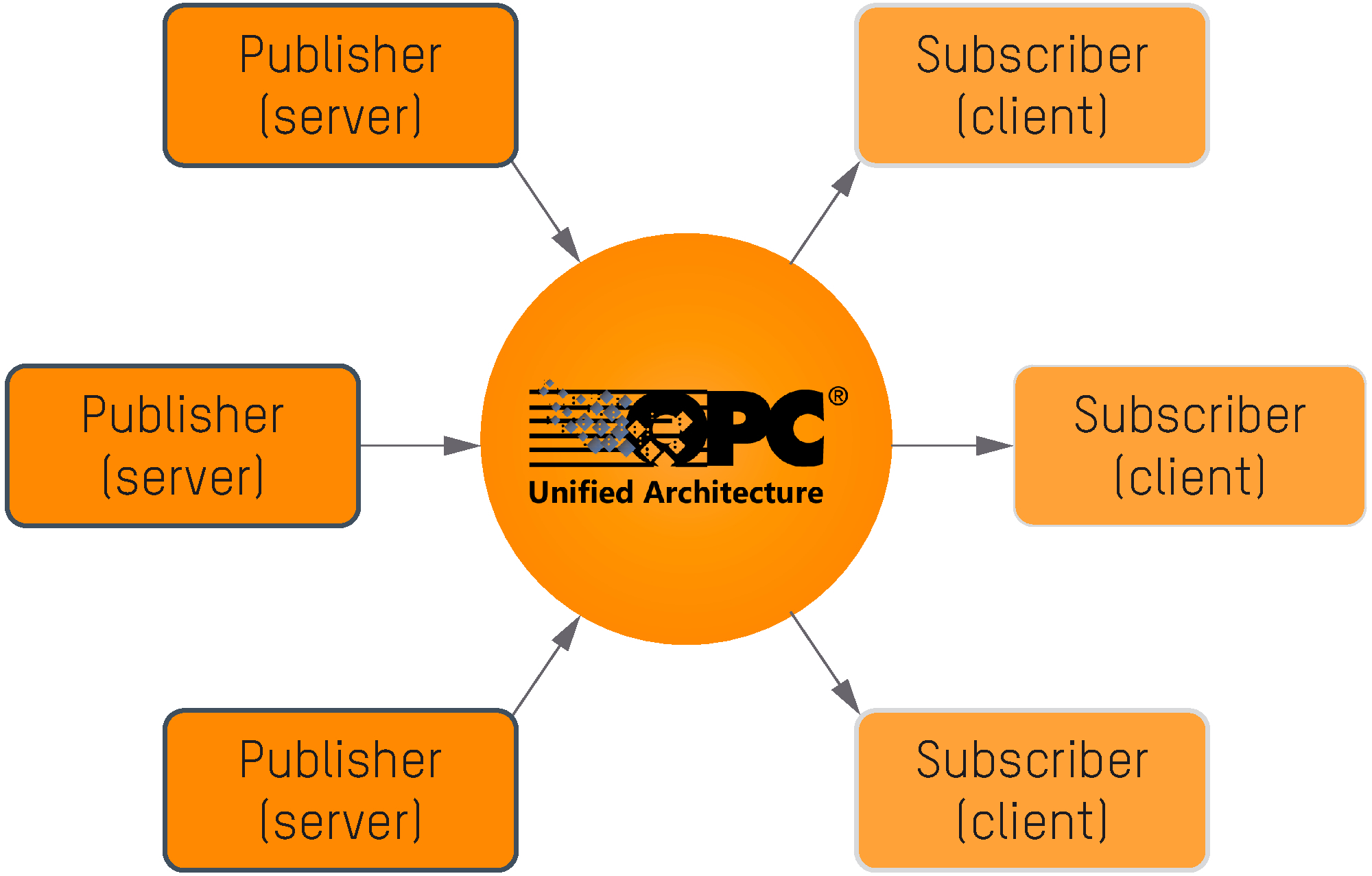
Beim Publish/Subscribe-Modell sendet ein Server seine Daten in das Netzwerk (Publish) und jeder Client kann diese Daten empfangen (Subscribe).

## Die Geschichte von OPC UA over TSN
- Januar 2010 Verabschiedung des 802.1qav Standards als Basis für Audio/Video Applikationen (AVB)
- November 2012: Ausweitung des Einsatzbereiches und Umbenennung von AVB auf TSN
- November 2016: Gründung der OPC-UA-TSN-Initiative auf Einladung des Netzwerkspezialisten TTTech und des Automatisierungsherstellers B&R. Die beteiligten Firmen wurden später unter dem Namen „Shapers“ bekannt.[14]
- April 2017: Belden/Hirschmann und Phoenix Contact treten den Shapers bei
- November 2017: Pilz, Hilscher und Wago treten den Shapers bei
- April 2018: Rockwell Automation gibt seinen Beitritt zu den Shapers bekannt[15]
- November 2018: Die OPC Foundation erklärt ihren Einstieg in den Bereich der Feldebene mit OPC UA over TSN.[16]
- November 2018: ABB, Schneider und Rockwell werden Mitglied des Boards der OPC Foundation[17]
- November 2018: Vorstellung des Steering Committees zu OPC UA over TSN für die Feldebene bestehend aus: ABB, BECKHOFF, Bosch-Rexroth, B&R, Cisco, Hilscher, Hirschmann, Huawei, Intel, Kalycito, KUKA, Mitsubishi Electric, Molex, Omron, Phoenix Contact, Pilz, Rockwell Automation, Schneider Electric, Siemens, TTTech, Wago, Yokogawa.[18]
- November 2018: Auf der SPS IPC Drives werden die ersten funktionsfähigen Geräte mit OPC UA TSN vorgestellt (Bild zu B&R – Foto von B&R Messestand)

## Organisation
Die OPC Foundation hat im November 2018 bekannt gegeben, das Anwendungsspektrum von OPC UA durch die Kombination mit TSN bis hinunter auf die Feldebene zu erweitern. Die Arbeit und Vision der Shapers wird im Rahmen der OPC Foundation weitergeführt. Dabei wurden die Firmen ABB, Rockwell und Schneider-Electric in den Vorstand der OPC Foundation aufgenommen. Die OPC Foundation übernimmt die Funktion der Nutzerorganisation und wird damit die Weiterentwicklung und Verbreitung von OPC UA over TSN vorantreiben.